# Basspedal

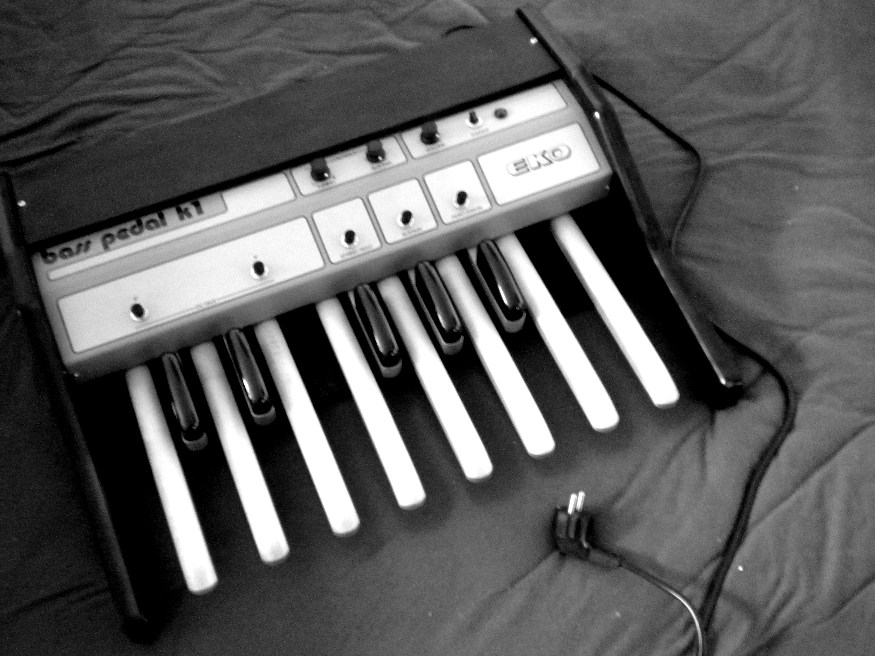
Basspedal „K1“ der Firma EKO

Das Basspedal ist ein tieftönendes, elektronisches Musikinstrument, das im Sitzen oder Stehen mit den Füßen bedient wird. Es besteht aus einer überdimensionalen, eine Oktave umfassenden Klaviatur („Stummelpedal“) sowie einer internen Klangerzeugung.

## Geschichte
Ursprünglich nur als Bestandteil von elektronischen und Pfeifenorgeln zu finden (siehe Pedal), wurde das Basspedal ab Ende der 1960er Jahre in der Pop- und Rockmusik auch als eigenständiges Instrument, in der Regel zum Ersetzen eines E-Basses, benutzt.

## Modelle

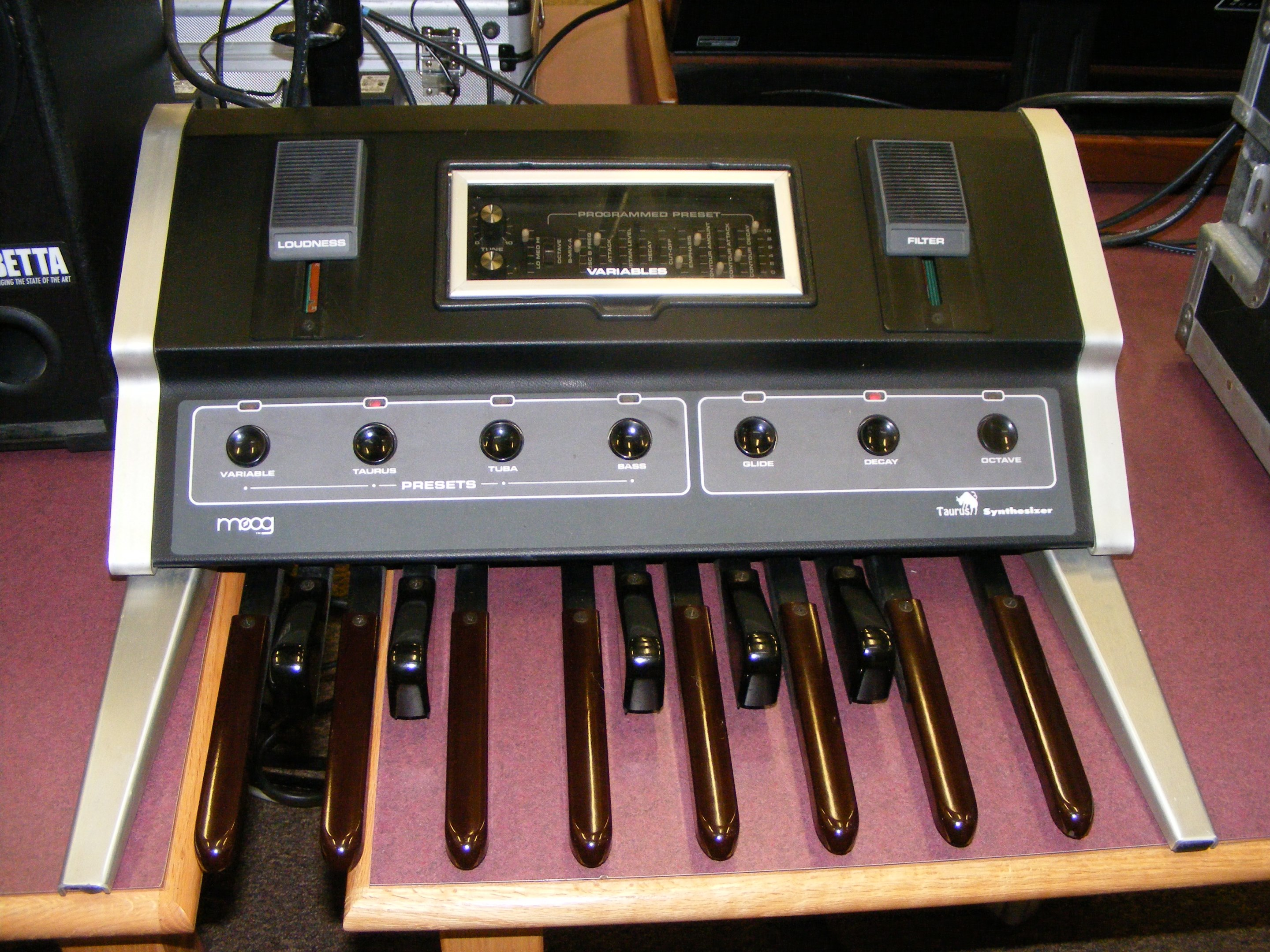
Basspedal „Taurus“ der Firma Moog

Das bekannteste Basspedal ist der Moog Taurus. Der Taurus war ein analoger Synthesizer, den ein Pedal ansteuerte; er wurde von Moog Music zwischen 1976 und 1981 als „Pedal Synthesizer“ vertrieben. Auch andere Firmen stellten in den 70er Jahren Basspedale mit eigener Klangerzeugung her, u. a. JEN und EKO. Außerdem bauten einige Musiker die Pedaleinheiten aus Hammond- und anderen elektronischen Orgeln aus, um sie unabhängig als Basspedale zu verwenden.
Heute werden fast nur noch midifizierte Basspedale verwendet, die keine eigene Klangerzeugung besitzen, sondern ein externes Soundmodul ansteuern.

## Verwendung
Bedingt durch seine Bauart als ein-oktaviges Stummelpedal ist kein virtuoses Spiel auf dem Basspedal möglich – es kann nur für Grundtöne oder einfache Tonfolgen verwendet werden. Technisch ist es zwar vielen Modellen möglich, auch hohe Töne zu erzeugen, aber fast immer werden auf dem Basspedal tiefe Basslinien gespielt.
Meistens wird ein Basspedal in der Rockmusik eingesetzt, wenn der Bassist bei einigen Stücken zusätzlich Gitarre spielt und daher keine Bassgitarre mit den Händen bedienen kann. Bekannt ist dies vor allem durch Mike Rutherford von der britischen Rockgruppe Genesis oder Geddy Lee und Alex Lifeson von Rush. Aber auch Keyboarder setzen Basspedale als Ergänzung ihrer von Hand bedienten Tasteninstrumente ein.
Weitere Beispiele für den Einsatz des Basspedals sind die Gruppen Spirit und The Doors. Außerdem benutzten die Sportfreunde Stiller bei ihrem Lied Ein Kompliment und Die Ärzte bei ihrem Lied Mysteryland ein Basspedal.